# Virgil Markham
Virgil Markham (* 2. April 1899 in Oakland, Kalifornien; † 1973) war ein amerikanischer Autor von Kriminalromanen.
Markham war der Sohn des Schriftstellers Edwin Markham und dessen dritter Ehefrau Anne Catherine Murphy. 1901 kam Markham zusammen mit seiner Familie nach New York, erst nach Brooklyn, später dann nach Staten Island.
Durch seinen Vater und dessen Freunde und Bekannte – Ambrose Bierce, Florence Coates, Jack London, Amy Lowell, Carl Sandburg u. a. – kam Markham schon früh mit Literatur in Berührung. Bereits als Jugendlicher begann er mit ersten literarischen Versuchen.
Markham studierte u. a. Literatur und Pädagogik. Später unterrichtete er an der Markham Intermediate School (Staten Island), die ihren heutigen Namen zu Ehren seines Vaters trägt. Zwischen 1926 und 1935 verfasste er neun Kriminalromane, deren teils wiederkehrender Protagonist ein Inspector Rusby ist. Nach dem Tod seines Vaters 1940 verfügte er über Rechte an dessen literarischem Nachlass. Er lehrte unter anderem Englisch am Wagner College auf Staten Island. Virgil Markham starb 1973.

## Werke (Auswahl)
- The scamp; the fortunes of Francis Talbot and his friends during the reign of His Majesty George the First. 1926.
- Death in the dusk. 1928.
- The rogues' road; seven turbulent days in the lives of Francis Talbot, his wife Dorothy, and the scamp--risks and rescues which befell in the summer of 1726. 1930.
- The black door. 1930.
- The devil drives. 1932.
- Red warning. 1933.
- Inspector Rusby's finale. 1933.
- The dead are prowling. 1934.
- The deadly jest. 1935.